# 小笠原長性
小笠原 長性（おがさわら ながなり）は、室町時代の武士。石見国邑智郡河本郷（現在の島根県邑智郡川本町）の温湯城を本拠とする国人・石見小笠原氏の第7代当主。

## 生涯
石見小笠原氏第6代当主・小笠原長教の嫡男として生まれ、家督を相続する前は石見国邑智郡都賀行の水玉山城に在城する。
応永21年（1414年）、山名氏明に従って邑智郡市山において土屋宗信を討ち取る。これにより邑智郡の日和と川越地内大貫が石見小笠原氏の所領となった。同年7月6日に父・長教が死去し、その後を継いだ。
嘉吉3年（1443年）2月4日に死去。嫡男の長直が後を継いだ。